# Pien Sanders
Pien Sanders, född den 11 juni 1998 i Udenhout, är en nederländsk landhockeyspelare.

## Karriär
Pien Sanders ingick i det nederländska landhockeylag som tog guld vid OS 2020 och OS 2024.